# Archimedův princip
Archimedův princip je sedmnáctý díl čtvrté řady amerického televizního seriálu Teorie velkého třesku. V této epizodě hostují LeVar Burton, Kevin Sussman, Brian Thomas Smith, John Ross Bowie a Aarti Mann. Režisérem epizody je Mark Cendrowski.

## Děj
Protože Priya bydlí u Raje a Leonard s ní chodí, rozhodnou se kluci pořádat čtvrteční večeře u Raje místo v bytě u Sheldona. Sheldona to samozřejmě netěší a tak se rozhodne, že si na společné večeře bude zvát nové přátele - Barryho, Stuarta, Zacka a také LeVara Burtona ze seriálu Star Trek. Zackovy příběhy o svlečených dívkách a společné karaoke však Sheldona nebaví a tak se rozhodne přidat se ke svým původním přátelům u Raje doma. Celá partička je ráda, že se ukázal, jelikož všichni přišli na to, že i když umí být Sheldon otravný, tak jim všem chybí. Mezitím se Amy a Bernadette snaží dostat Penny ven mezi lidi, aby zapomněla na Leonarda s Priyou. 

## Obsazení
| Johnny Galecki     | Leonard Hofstadter      |
| Jim Parsons        | Sheldon Cooper          |
| Kaley Cuoco        | Penny                   |
| Simon Helberg      | Howard Wolowitz         |
| Kunal Nayyar       | Raj Koothrappali        |
| Mayim Bialik       | Amy Farrah Fowler       |
| Melissa Rauch      | Bernadette Rostenkowski |
| LeVar Burton       | sám sebe                |
| Kevin Sussman      | Stuart Bloom            |
| Brian Thomas Smith | Zack Johnson            |
| John Ross Bowie    | Barry Kripke            |
| Aarti Mann         | Priya Koothrappali      |